# Speak of the Devil (album Ozzy’ego Osbourne’a)
Speak of the Devil – koncertowy album Ozzy’ego Osbourne’a zawierający wyłącznie utwory Black Sabbath. Wydany został 27 listopada 1982 roku. Nagrany podczas trasy Diary of a Madman Tour, krótko po tragicznej śmierci gitarzysty Randy’ego Rhoadsa.
Koncert ukazał się również w wersji wideo. Jednak wydanie VHS (brak oficjalnej reedycji na DVD) zawiera inny materiał. Ozzy Osbourne razem z zespołem wykonuje tutaj utwory ze swoich dwóch pierwszych solowych płyt oraz trzy kompozycje Black Sabbath.